# Trendon Watford
Pour les articles homonymes, voir Watford (homonymie).
Trendon Nelson Watford, né le 9 novembre 2000 à Birmingham dans l'Alabama, est un joueur américain de basket-ball évoluant au poste d'ailier fort.

## Biographie

### Université
Il évolue deux saisons sous le maillot des Tigers de LSU puis déclare sa candidature à la draft 2021 le 7 avril 2021.

### NBA

#### Trail Blazers de Portland (2021-2023)
Il n'est pas sélectionné lors de la draft 2021 de la NBA. Néanmoins, le 3 août 2021, il signe un contrat two-way en faveur des Trail Blazers de Portland. Son contrat est transformé en contrat plein en février 2022. Il est coupé le 30 juin 2023.

#### Nets de Brooklyn (2023-2025)
Début août 2023, il s'engage aux Nets de Brooklyn.

#### 76ers de Philadelphie (depuis 2025)
Début juillet 2025, il s'engage pour deux saisons et 5,3 millions de dollars avec les 76ers de Philadelphie.

## Statistiques

### Universitaires
Les statistiques de Trendon Watford en matchs universitaires sont les suivantes :
| Saison    | Équipe   | Matchs | Titul. | Min./m | % Tir | % 3pts | % LF | Rbds/m. | Pass/m. | Int/m. | Ctr/m. | Pts/m. |
| --------- | -------- | ------ | ------ | ------ | ----- | ------ | ---- | ------- | ------- | ------ | ------ | ------ |
| 2019-2020 | LSU      | 31     | 30     | 31,6   | 48,9  | 26,9   | 67,4 | 7,20    | 1,70    | 0,90   | 0,70   | 13,60  |
| 2020-2021 | LSU      | 28     | 28     | 34,60  | 48,0  | 31,6   | 65,1 | 7,40    | 2,90    | 1,10   | 0,60   | 16,30  |
| Carrière  | Carrière | 59     | 58     | 33,0   | 48,4  | 29,0   | 66,2 | 7,30    | 2,30    | 1,00   | 0,70   | 14,90  |

### Professionnelles

#### Saison régulière
| Saison    | Équipe   | Matchs | Titul. | Min./m | % Tir | % 3pts | % LF | Rbds/m. | Pass/m. | Int/m. | Ctr/m. | Pts/m. |
| --------- | -------- | ------ | ------ | ------ | ----- | ------ | ---- | ------- | ------- | ------ | ------ | ------ |
| 2021-2022 | Portland | 48     | 10     | 18,1   | 53,2  | 23,7   | 75,5 | 4,10    | 1,70    | 0,50   | 0,60   | 7,60   |
| 2022-2023 | Portland | 62     | 12     | 19,1   | 56,0  | 39,1   | 72,0 | 3,80    | 2,10    | 0,50   | 0,20   | 7,40   |
| 2023-2024 | Brooklyn | 63     | 2      | 13,6   | 52,7  | 39,7   | 79,4 | 3,10    | 1,30    | 0,40   | 0,30   | 6,90   |
| 2024-2025 | Brooklyn | 44     | 6      | 20,8   | 46,9  | 33,0   | 76,2 | 3,60    | 2,60    | 0,60   | 0,30   | 10,20  |
| Carrière  | Carrière | 217    | 30     | 17,6   | 52,0  | 34,9   | 75,8 | 3,60    | 1,90    | 0,50   | 0,30   | 7,90   |

## Distinctions personnelles
- First-team All-SEC – AP (2021)
- Second-team All-SEC – Coaches (2021)
- SEC All-Freshman Team (2020)
- McDonald's All-American (2019)
- Jordan Brand Classic (2019)
- 2× Alabama Mr. Basketball (2018, 2019)